# Медицина подорожей та хвороб мандрівників
Медицина подорожей та хвороб мандрівників (нерідко скорочують до «медицини подорожей», англ. Travel Medicine) — динамічна міждисциплінарна медична спеціальність, яка насамперед охоплює аспекти інфекційних хвороб у мандрівників, тропічної медицини, медицини пустель, проблем вакцинації, охорони здоров'я, десинхронизації, впливу змін клімату на перебіг внутрішніх хвороб у тих, хто подорожує, тощо.

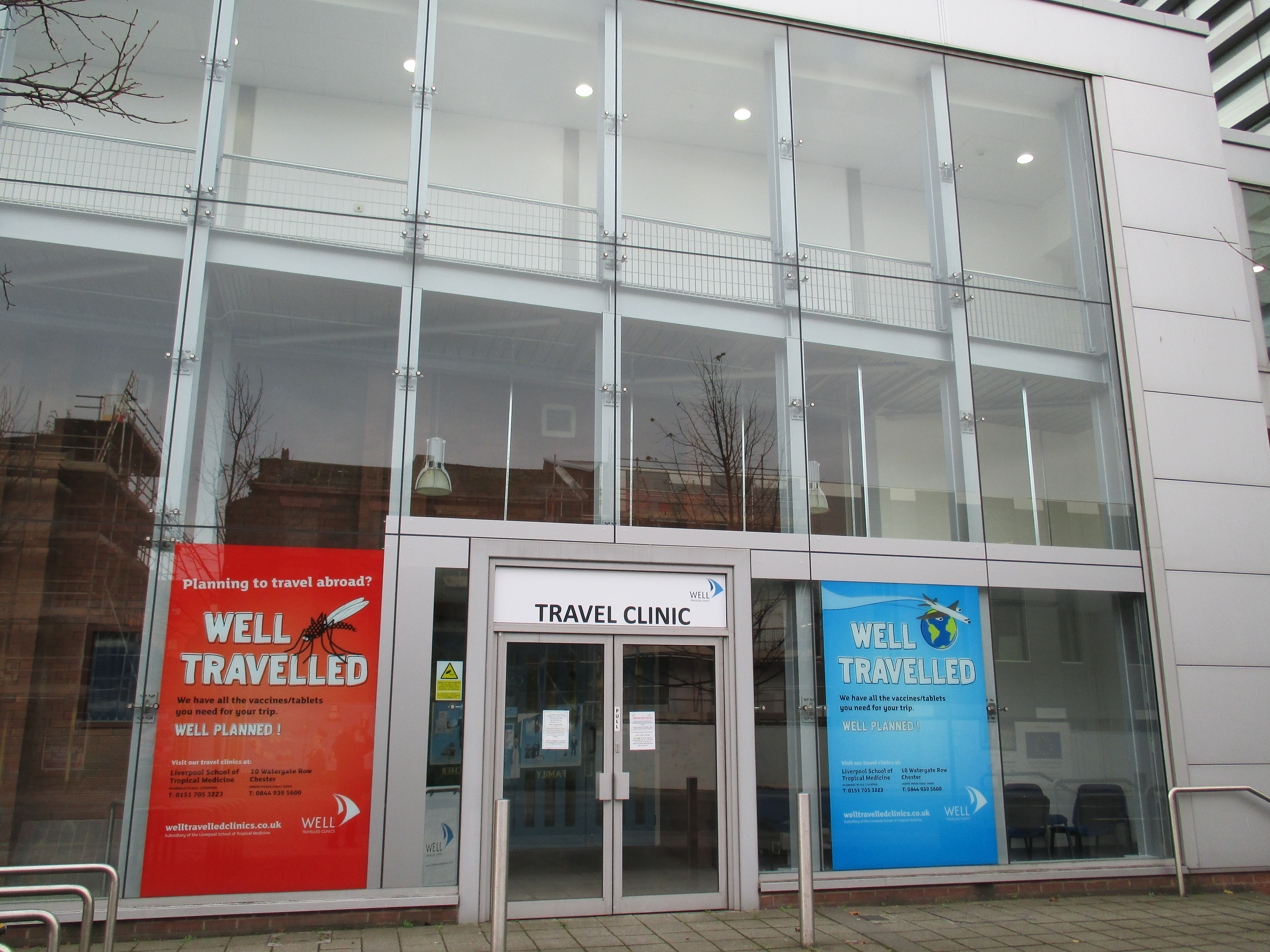
Клініка Ліверпульської школи тропічної медицини, яка проводить обстеження і лікування мандрівників.

## Обґрунтування існування такої галузі медицини
На сьогодні близько 2 млрд людей щорічно здійснюють різні подорожі з метою туризму, гуманітарної місії, глобалізації виробництва або міграції у пошуках роботи. Люди у звичайних умовах свого проживання живуть у рівновазі з автохтонними штамами мікроорганізмів, висотними характеристиками і кліматичними умовами, притаманними даній місцевості, з мікрокліматом свого помешкання. Така рівновага навіть у цих більш-менш сталих умовах досить нестабільна і може бути легко порушена появою нових мікробів, сезонних кліматичних змін, неординарних стресових ситуацій. А в ході поїздок мандрівники стикаються з різними фізичними та екологічними факторами (різка зміна висоти над рівні моря, вологості, температури, мікрофлори, стреси, наслідки фізичної втоми тощо), які можуть істотно порушити гомеостаз людини. Все це може призвести до погіршення здоров'я і неможливості досягти цілей подорожі, до завезення і поширення небезпечних інфекційних хвороб у свою країну. Більше 80 % випадків розвитку порушень здоров'я у мандрівників пов'язані з дією інфекційних факторів (вірусів, бактерій, найпростіших, паразитичних грибків, гельмінтів тощо). Істотну роль у цьому відіграють діарея мандрівників, малярія, тропічні хвороби тощо. Більшість перерахованих вище ризиків можна мінімізувати запобіжними заходами, вжитими перед подорожею, під час або одразу після неї. Хоча в більшості випадків розвитку хвороб мандрівників їх перебіг гладкий, але 1—5 % мандрівників захворює тяжче, що призводить до звертання по медичну допомогу під час або відразу ж після подорожі, 0,01—0,1 % вимагають медичної евакуації, а 1 на 100 000 помирає. Ким би не була та особа, яка здійснює подорож, та з якою би місією вона не подорожувала за межі свого постійного місця проживання, розуміння динаміки пересування і ризиків, що з ним пов'язані у різних країнах, дозволить звести до мінімуму можливий негативний вплив на здоров'я і буде сприяти максимальному задоволенню та успіху в запланованих справах.

## Ризик для здоров'я мандрівників
Численні ризики виникають внаслідок багатьох факторів подорожі. Основні ризики:
- Повітряний транспорт[2]:
тиск повітря у салоні,
відносна вологість,
зневоднення,
озон і космічне випромінювання,
проблеми вестибулярного апарату — «хвороба захитування» (англ. Motion sickness — Airsickness, Seasickness, Travel sickness), відома як повітряна, морська хвороба тощо,
тривала нерухомість,
проблеми із кровообігом,
зміна часових поясів,
психологічні аспекти,
специфічні проблеми.
- Довкілля, що оточує:
висота,
температура,
вологість повітря,
ультрафіолетове сонячне випромінювання,
вживання продуктів харчування і води,
відпочинок на воді,
небезпечні тварини і рослини.
- Нещасні випадки, травматизм і насильство:
дорожньо-транспортні пригоди,
травматизм на воді,
насильницькі дії.
- Інфекційні хвороби, які представляють небезпеку для мандрівників:
хвороби, які передаються контамінованими продуктами харчування і водою (кишкові інфекції);
хвороби, які поширюються комахами (арбовірусні хвороби, лейшманіози, сонна хвороба тощо);
зоонози;
хвороби, які передаються статевим шляхом;
хвороби, які передаються через кров (гемоконтактні хвороби);
повітряно-крапельні хвороби (інфекції дихальних шляхів);
хвороби, які передаються через ґрунт (сапронози, гельмінтози, мікози тощо).

## Предмет медицини мандрівників
Включає в собі основні положення:
- вивчення спектру захворюваності для різних регіонів світу;
- встановлення регіонального спектру інфекційної захворюваності, особливостей перебігу, ускладнень, наслідків інфекційних хвороб;
- вивчення фізіологічних аспектів акліматизації;
- вивчення проблеми десинхронозів;
- розробка методів профілактики хвороб мандрівників, в тому числі програм імунізації.

Медицина подорожей вимагає дуже великих знань в області інфекційних хвороб, епідеміології, вакцинології тощо. Незважаючи на те, що на теперішній час CDC та ВООЗ складають основу тих чи інших уявлень в області медицини взагалі, кілька груп фахівців зробили перші кроки у розробці навчальних програм з метою кращого визначення ролі медицини подорожей та її місця у суспільній охороні здоров'я як вузької спеціальності та створили ISTM та ASTMH. Формування таких груп створило сприятливі умови для відкритого діалогу і поліпшення знань для практиці медицини подорожей. Окрім цього, нещодавно було створено мережу дозорного епіднагляду спеціально для оцінки тенденцій захворюваності серед мандрівників — TropNetEurop і GeoSentinel. Вони можуть повідомити заздалегідь про можливі ризики тієї або іншої подорожі та надати додаткову інформацію в разі будь-якого захворювання, що виникло після повернення, для оптимізації діагностичного та лікувального процесу. В таких особливих обставинах лікарі повинні знати, що шукати і де знайти інформацію про екзотичні хвороби, що виходять за рамки їх повсякденної практики.

### Діарея мандрівників
Діарея мандрівників є найпоширенішою та найнесприятливішою для здоров'я мандрівників. Вона може бути досить тривалою, болючою та виснажливою. За даними CDC, 20-50 % міжнародних туристів (близько 10 млн осіб) страждають на діарею мандрівників вже в перший тиждень подорожі, але вона може розвинутися протягом всього перебування у відповідних країнах і навіть після повернення додому. Високий ризик діареї мандрівників мають країни Латинської Америки, Африки, Близького Сходу, Південної та Південно-Східної Азії. До груп високого ризику цього захворювання відносять молодих людей, осіб з ослабленим імунітетом, запальними захворювання кишечника або цукровим діабетом, а також особи, що приймають антациди або блокатори H2-гістамінових рецепторів. Основною причиною діареї мандрівників є інфекційні агенти. Найбільш поширеним збудником є ентеротоксигенна кишкова паличка. Природний перебіг характеризується одужанням протягом 1-го тижня в 90 % випадків, у 10 % — протягом місяця.
Детальніші відомості з цієї теми ви можете знайти в статті Діарея мандрівників.

### Медична підготовка до подорожі
Мандрівники повинні за декілька місяців до від'їзду з'ясувати, які медичні ризики пов'язані з їх конкретним маршрутом, включаючи необхідність проведення вакцинації, неспецифічні профілактичні заходи, спалахи хвороб, що мають місце у тій чи іншій країні, а також політичну ситуацію в країні та можливості медичних ресурсів. Для людей з несприятливим акушерсько-гінекологічним та стоматологічним анамнезом рекомендують провести ретельний огляд відповідними спеціалістами, особливо у разі ймовірного тривалого подорожування до країн, що розвиваються. Також необхідно отримати наступну корисну інформацію: очікуваний маршрут, умови проживання (в тому числі, міська або сільська місцевість), стан особистого здоров'я і ліки першої необхідності, що повинні бути у власній аптечці.

### Медична аптечка
Приклад медичної аптечки, яку рекомендують для подорожей у тропічні регіони:
- Ципрофлоксацин — основний антибіотик (проти діареї, ранової, зубної інфекцій тощо);
- Метронідазол — антибіотик проти лямбліозу, амебіазу;
- Порошкові антибіотики — проти тропічних виразок;
- Поліспорин чи неоспорин[8]-лінімент — проти місцевих шкірних інфекцій;
- Клотримазол-крем — проти грибкових уражень;
- Дитяча або талькова пудра — профілактика грибкових уражень та висипу;
- Ібупрофен — протибольовий засіб;
- Дифенгідрамін — проти алергії та свербіння;
- Гідрокортизон-крем (1 %) — проти висипу (не застосовувати при підозрі на грибкове ураження!);
- Лідокаїн з епінефрином — для анестезії (впорскувати підшкірно!);
- Оральний преднізолон — проти значного запалення;
- Артенам, мефлохін, нівахін — у малярійних місцевостях для профілактики або в разі захворювання;
- Стерильний пластир;
- Нертутний термометр;
- Бинти;
- Марльові тампони;
- Джгут;
- Антациди;
- Препарати від хвороби захитування (морської та повітряної хвороби);
- Таблетки для знезараження води (гіпохлорит натрію, йод)
- косинка, бандана (менша сторона, мінімум 50 см, натуральна тканина немальована)

Для всіх препаратів мають бути надані інструкції по їх використанню.
Обов'язково нагадують хворим з хронічною патологією про необхідність взяття з собою запасу життєво важливих для них медикаментів, останню виписку з історії хвороби, ЕКГ, поліс про медичну страховку, сертифікат про вакцинації.

## Вакцинація у системі медицини подорожей

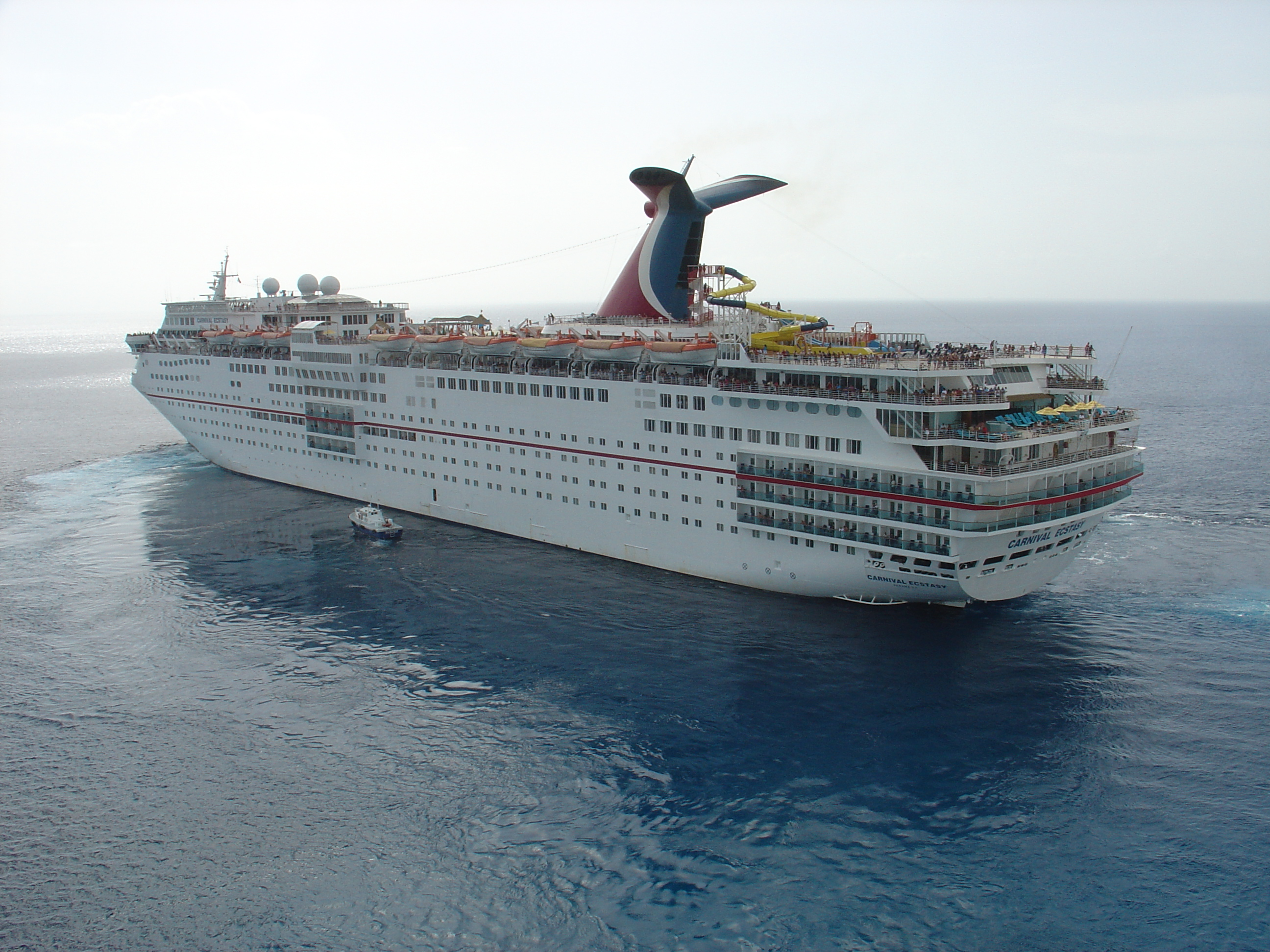
Величезний круїзний лайнер потребує особливої уваги з точки зору медицини подорожей.

При обговоренні питання вакцинації потрібно враховувати регіон подорожі, яка планується. CDC віділяє 3 категорії вакцин:
- рутинні,
- рекомендовані,
- обов'язкова.

- Рутинна вакцинація включає вакцини, які надаються для підтримки нормального стану здоров'я, зазвичай вони складають календар вакцинації тієї або іншої країни.
- Рекомендована вакцинація враховує низку факторів, включаючи подорожі особливого напрямку в залежності від сезону, попереднього вакцинального статусу, віку, стану здоров'я тощо. В цілому, ці вакцини рекомендують з метою захисту туристів від хвороб в інших частинах світу і не допущення ввезення інфекційних захворювань через міжнародні кордони (проти вірусного гепатиту А та В, черевного тифу, паратифів, дифтерії, правця, поліомієліту, грипу, пневмококової інфекції, гемофілюсної інфекції, японського та кліщового енцефалітів тощо).
- Обов'язкову вакцинацію, згідно Міжнародних медико-санітарних правил 2005 р. (ММСП), необхідно проводити проти жовтої гарячки в разі поїздок в деякі країни Африки південніше Сахари та тропічної південної Америці. Окрім того, від тих паломників, хто подорожує під час хаджу уряд Саудовської Аравії вимагає проведення вакцинації проти менінгококової інфекції та наявність міжнародного сертифікату про це.

Наразі вивчається можливість внутрішньошкірного (інтрадермального) введення деяких вакцин при необхідності термінових мандрівок. Кількість випадків дефіциту запасів вакцин, особливо проти грипу, сказу та жовтої гарячки, збільшилася за останні роки. Це неприйнятна проблема охорони здоров'я, яка впливає на запобігання спалахів. Щоб запобігти цій проблемі мандрівок проведені дослідження показали, що дробові дози навіть до концентрації менш ніж 5 % від стандартної дози здатні спричинити утворення антитіл, подібні до відповідної рекомендованої стандартної дози вакцини проти жовтої гарячки. Для деяких вакцин внутрішньошкірна вакцинація фракційною дозою могла б додатково збільшити імуногенність і ефективність.

## Медицина круїзних суден та перебування на морі
Окремим підрозділом медицини подорожей є медицина круїзних суден та перебування на морі (англ. Cruise Ship & Maritime Medicine). На круїзних кораблях концентруються люди із різних країн світу, і в таких умовах різні захворювання (кишкові, вірусні — грип, кір, краснуха, хвороба, яку спричинює вірус Norwalk тощо) можуть швидко поширюватися від людини до людини. Окрім цього, якщо судно заходить у порт для висадки пасажирів, вони можуть бути схильними до інфікування різними екзотичними захворюваннями, характерними для даного регіону.
Більшість таких інфекційних хвороб можуть передаватися перш ніж виникають перші клінічні симптоми (тобто ще в інкубаційному періоді), що підвищує небезпеку їх поширення. Якщо додати до цього той факт, що традиційно круїзні судна недостатньо укомплектовані та оснащені (відповідно до сучасних вимог), мають мінімальний запас ліків, відсутність лабораторної служби тощо, стає зрозумілим унікальність надання медичної допомоги в таких умовах. На теперішній час від більшості круїзних суден вимагають мати корабельного лікаря з певним досвідом невідкладної медичної допомоги, малі лабораторії та можливість надання допомоги хворим, що знаходяться у критичному стані, але загалом круїзним кораблям часто бракує достатньо медичних ресурсів.